# Asclépiodote le Tacticien
Pour les articles homonymes, voir Asclépiodote.
Asclépiodote le Tacticien (latin : Asclepiodotus Tacticus ; grec ancien : Ἀσκληπιόδοτος Τακτικός) est un philosophe et un tacticien grec ayant vécu au Ier siècle av. J.-C. Il est l'auteur d'un Traité de Tactique.

## Biographie
Très peu de choses sont connues sur la vie d'Asclépiodote. Plusieurs manuscrits grecs le nomment Asclépiodote le Philosophe (Ἀσκληπιόδοτος φιλόσοφος) malgré la confusion possible avec un autre philosophe du même nom, Asclépiodote d'Alexandrie, plus tardif (Ve siècle). Il est couramment identifié comme le Asclépiodote mentionné par Sénèque dans ses Questions naturelles. Asclépiodote est cité par Sénèque au sujet de questions d'histoire naturelle. Il rapporte par ailleurs qu'il était un élève du stoïcien Posidonios, à Rhodes, lui-même auteur d'un traité de tactique d'après Élien le Tacticien. La vie d'Asclépiodote est donc à situer à la fin du IIe s. av. J.-C. et au début du Ier s. av. J.-C.

## Œuvres

### Titres et transmission
Asclépiodote est l'auteur d'un Traité de tactique (sous le nom de τακτικὰ κεφάλαια en grec ancien) qui expose en détail le fonctionnement de la phalange macédonienne en recourant notamment à des schémas et à des figures géométriques.
Le texte de ce traité nous est transmis par un des manuscrites de la bibliothèque laurentienne, le Codex Laurentianus - Pluteus 55.4,,, ainsi que par 11 manuscrits ultérieurs copiés sur ce premier. Aux côtés du texte original, les manuscrits comportent tous un grand nombre de schémas et de diagrammes dont Asclépiodote était l'auteur original.
Asclépiodote a également écrit sur l'histoire naturelle, il est même cité par Sénèque au sujet des tremblements de terre et des éruptions volcaniques, de la nature des vents et du caractère des eaux souterraines. Ces écrits sont perdus.

### Contenu
Le Traité de Tactique d'Asclépiodote était avant tout un texte théorique, relevant de la compilation / synthèse des grandes théories et pratiques de terrain, parfois d'usage dépassé et ancien. Il suit en cela la tendance générale des auteurs de la fin de l'époque hellénistique et du début de l'époque romaine en matière d'histoire militaire : nourrir une curiosité scientifique pour la tactique et ses usages. Le texte, s'il relève d'une formation et d'un système d'armes alors dépassé pour son époque, largement dominée par la légion romaine, est cependant d'un intérêt fondamental pour la connaissance actuelle du vocabulaire technique et de la mise en œuvre de la phalange macédonienne et hellénistique.
Le traité se concentre sur la division des bataillons de la phalange, ses positionnements, sur l'usage des peltastes, des cavaliers, les différents types d'équipements et les normes d'espacement entre guerriers, la longueur de ligne induite par la mise en rang d'une phalange. La mention régulière des chars et des éléphants permet de suppose qu'Asclépiodote s'intéresse avant tout à la phalange des IVe et IIIe s. av. J.-C., et qu'il a eu pour source des traités antérieurs sur le sujet.

### Plan de l'œuvre
Le traité de tactique est divisé en 12 chapitres.
| I.    | Les différentes branches de l'armée                                                                      |
| II.   | Les forces et les noms des divisions de phalangites                                                      |
| III.  | La disposition des hommes dans l'armée et dans ses bataillons                                            |
| IV.   | L'intervalle entre les soldats                                                                           |
| V.    | Les dimensions et caractéristiques appropriées des armes                                                 |
| VI.   | Les bataillons d'infanterie légère et de javeliniers, leurs noms, leur disposition et leurs subdivisions |
| VII.  | Les bataillons de cavalerie, leurs noms, leurs subdivisions                                              |
| VIII. | Les chars                                                                                                |
| IX.   | Les éléphants de guerre                                                                                  |
| X.    | Les termes en usage pour les manœuvres militaires                                                        |
| XI.   | Comment disposer ses troupes en ordre de marche                                                          |
| XII.  | Les ordres et les commandements pour les manœuvres                                                       |

### Style et influences
Le style du texte grec est laconique, voire aride. Comme le décrivent Oldfather et d'autres commentateurs modernes, Asclépiodote fait montre de peu d'efforts pour varier la monotonie presque inévitable d'un traité sur un tel sujet que la disposition des troupes ; les phrases sont très courtes, sans fioritures ni effets de style, rigides, le langage sans grande imagination… L'ensemble est donc d'un style sec et ordonné.
Les éléments d'intérêt historique sont rares, bien qu'ils soient parfois préservés sous la forme d'allusions ou d'anecdotes, par exemple le fait que la cavalerie de Thessalonique combattait en formation rhomboïde.
Certains éléments de la Tactique d'Asclépiodote semblent être dérivés des lectures de l'oeuvre de Polybe ou de manuels militaires antérieurs. La relation entre le traité de tactique militaire d'Asclépiodote et celui - perdu - de Posidonius sur le même sujet n'est pas claire. Kai Brodersen soutient que le texte de Posidonios était directement ou indirectement le modèle du texte d'Asclépiodote, comme ce fut le cas par la suite pour le traité d'Elien portant sur les armées et tactiques des Grecs (Περὶ στρατηγικῶν τάξεων Ἑλληνικῶν) ou encore le cas de l'art de la Tactique d'Arrien (Τἐχνη τακτικἠ). Une autre théorie voudrait que le traité d'Asclépiodote soit en fait tout simplement le rendu écrit de la structure des cours oraux et des conférences dispensés à Rhodes par son maître, Posidonios.
La tactique d'Asclépiodote a été quoi qu'il arrive la principale source des travaux d'Elien, même si ce dernier ne le mentionne pas. Selon Oldfather, il y a deux explications pour éclairer cette absence de mention : d'une part, Elien ne voulait pas attirer l'attention sur l'étendue de la dette littéraire qu'il devait à Asclépiodote, d'autre part, puisqu'Elien cite Posidonios, qui serait à l'origine du contenu de l’œuvre d'Asclépiodote, il n'a pas jugé utile de mentionner ce dernier puisqu'il mentionnait le premier.

### Manuscrits conservés de l'œuvre d'Asclépiodote
| Datation du manuscrit         | Référence de la collection | Folios concernés | Localisation actuelle                               | Référence du catalogue Brandini, et al. |
| ----------------------------- | -------------------------- | ---------------- | --------------------------------------------------- | --------------------------------------- |
| Milieu du Xe s.               | Plut. 55.04                | 132-142v         | Biblioteca Medicea Laurenziana ; Florence, Italie   | R(III)0996                              |
| Milieu du Xe s.               | Plut. 55.04                | 132-143*         | Biblioteca Medicea Laurenziana ; Florence, Italie   |                                         |
| Fin du XVe - début du XVIe s. | Grec 2522                  | 052-77v          | Bibliothèque nationale de France ; Paris, France    | R(III)0192                              |
| XVIe s.                       | Grec 2447                  | 001-17*          | Bibliothèque nationale de France ; Paris, France    |                                         |
| XVIe s. (vers 1530)           | Grec 2435                  | 075-85v          | Bibliothèque nationale de France ; Paris, France    | R(III)0192                              |
| 1652 CE                       | Supplément grec 0083       | 073v-90v         | Bibliothèque nationale de France ; Paris, France    | R(III)1913a                             |
| XVIIe s.                      | Barb. gr. 256              | 002v-35v         | Biblioteca Apostolica Vaticana ; Vatican            | R(III)0800                              |
| XVIIe s. (première moitié)    | Voss. gr. Q° 12            | 01-49            | Bibliotheek der Rijksuniversiteit ; Leyde, Pays-Bas | R(III)1444                              |
| XVIIe s. (première moitié)    | Grec 2528                  | 001-7v, 010-18v  | Bibliothèque nationale de France ; Paris, France    | R(III)0192                              |
| XIXe s.                       | Supplément grec 1252       | 070-84v          | Bibliothèque nationale de France ; Paris, France    |                                         |
| XIXe s.                       | fonds principal 3528       |                  | Bibliothèque Sainte-Geneviève ; Paris, France       |                                         |
| Inconnue                      | Allacci 007                |                  | Biblioteca Vallicelliana ; Rome, Italie             |                                         |

### Commentaires et ouvrages sur les tacticiens antiques
- Brodersen, K. (Ed.) (2017). Arrianos, Asklepiodotos: Die Kunst der Taktik. Berlin, Boston: De Gruyter.  (ISBN 978-3-11-056216-3).
- Burckhardt, L. “Asclepiodotus, [2] Military theoretician (1st cent. BC),” Brill's New Pauly. Antiquity volumes edited by: Hubert Cancik and Helmuth Schneider. Brill, 2008. Brill Online.
- Campbell, B. "Asclepiodotus." Oxford Classical Dictionary, 2012.
- Cascarino, G. Tecnica della falange. Città del Castello: Il Cerchio, 2011.
- Chisholm, H., ed. (1911). "Asclepiodotus.” Encyclopædia Britannica (11th ed.), Vol. 2. Cambridge University Press.
- Hanson, V. "The modern historiography of ancient warfare." In P. Sabin, H. Van Wees, & M. Whitby (Eds.), The Cambridge History of Greek and Roman Warfare (pp. 1–21). Cambridge: Cambridge University Press, 2007.
- Köchly, H. and Rüstow, W. Griechische Kriegsschriftsteller, Bd. II I: Die Taktiker (Asklepiodotos, Aelianus), Leipzig: Wilhelm Engelmann,1855.
- Mai, A., Spicilegium Romanum, vol. IV, Rome: Typis Collegi Urbani, 1840.
- Oldfather, W. "Notes on the Text of Asklepiodotus," The American Journal of Philology, 41. no. 2 (1920): 127–146

### Éditions
- Catalogue de la Bibliothèque Laurentienne : Brandini, A.-M., Rostagno, E., Festa, N., Kudlein, F. Catalogus codicum manuscriptorum Bibliothecae Mediceae Laurentianae, t. I-III, Leipzig, 1961.
- Oldfather, W., et al: Aeneas Tacticus, Asclepiodotus, Onasander (Loeb Classical Library 156), London and Cambridge: Harvard University Press. 1923.
- Asclépiodote (trad. Lucien Poznanski), Traité de tactique [« Technē taktikē »], Paris, Belles lettres, 2002 (1re éd. 1992), 98 p. (ISBN 978-2-251-00394-8).
- (en) Sextus Africanus (trad. the Illinois Greek Club), Aeneas Tacticus. Asclepiodotus. Onasander, London New York, W. Heinemann G.P. Putnam's Sons, coll. « Loeb classical library » (no 156), 1923 (ISBN 978-0-674-99172-9)